# Bataille d'Elands River
Cet article concerne la bataille de 1901. Pour la bataille de 1900, voir Bataille d'Elands River (1900).
Seconde guerre des Boers
Batailles
Raid Jameson (décembre 1895 - janvier 1896)
- Doornkop

Front ouest (octobre 1899 - juin 1900)
- Kraaipan
- Belmont
- Graspan
- Modder River
- Stormberg
- Magersfontein
- Kimberley
- Paardeberg
- Poplar Grove
- Driefontein
- Sand River
- Mafeking
- Doornkop
- Biddulphsberg
- Lindley
- Diamond Hill

Front est (octobre 1899 - août 1900)
- Talana Hill
- Elandslaagte
- Rietfontein
- Bataille de Ladysmith
- Colenso
- Spion Kop
- Vaal Krantz
- Siège de Ladysmith
- Libération de Ladysmith
- Bergendal

Raids et guérillas (mars 1900 - mai 1902)
- Sanna's Post
- Mostertshoek
- Jammerbergdrift
- Roodewal
- Bothaville
- Leliefontein
- Nooitgedacht
- Vlakfontein
- Groenkloof
- Elands River
- Bloedrivier Poort
- Bakenlaagte
- Groenkop
- Tweebosch
- Rooiwal

La bataille d'Elands River ou bataille de Modderfontein est une bataille de la seconde guerre des Boers qui s'est tenue le 17 septembre 1901. La troupe de Jan Smuts défit une compagnie de cavalerie britannique conduite par le capitaine Sandeman.

## Contexte
Après une année de guérilla, les dirigeants boers décidèrent d'envoyer une force d'importance pour effectuer un raid à travers la Colonie du Cap et du Natal. Environ 1 000 Boers divisés en six kommandos opéraient déjà dans la colonie du Cap. Les dirigeants boers espéraient une insurrection des Boers du cap, en majorité dans la population blanche, ou au moins un élargissement du théâtre des opérations loin du territoire de l'État libre d'Orange et du Transvaal. Smuts devait diriger un kommando vers la Colonie du Cap, alors que Louis Botha devait chevaucher le Natal (voir : Bataille de Bloedrivier Poort).
Les raids boers précédents au Cap ne connurent pas le succès. Ils furent tous réduits par les colonnes britanniques montées et subirent de nombreuses pertes. Lotter venait d'être battu lors de la bataille de Groenkloof. Smuts pensait pouvoir faire mieux.

## Raid
Au cours de son expédition vers le sud du fleuve Orange le kommando de Smuts perdit 36 hommes. Il passa le gué de Kiba le 3 septembre. La troupe du major-général Fitzroy Hart gardait le gué, mais le général Herbert Kitchener les envoya par erreur sur une autre mission. Des Africains attaquèrent les Boers le 4 février, en tuant trois d'entre eux et en blessant sept autres avec des lances et de vieux fusils avant de fuir en ayant subi de lourdes pertes. Le 7 septembre, Smuts accompagna des éclaireurs près de Mordenaar's Poort (les gorges du Meurtrier). Ses trois compagnons furent abattus et Smuts s'échappa de justesse.
Les pluies froides de printemps épuisaient hommes et chevaux lorsque les troupes britanniques sous les ordres du major général John French se mirent en chasse des Boers. Le 13 septembre, les Boers furent engagés au sommet de Stormberg Mountain et ne purent s'échapper que sur conseil d'un guide leur indiquant le chemin à travers les rochers escarpés. La nuit du 15 septembre faillit mettre fin au raid, une pluie glaçante causant la mort de 60 chevaux et 14 hommes. Devant eux, tous les cols de montagne étaient tenus par les Britanniques.

## Bataille
Le 17 septembre, alors que le kommando de Smuts chevauchait à travers une gorge qui donnait sur la vallée de l'Elands River (aux environs de Tarkastad), un fermier les informa qu'une troupe britannique tenait le col à Elands River Poort. Smuts déclara : « Si nous ne nous emparons pas de ces chevaux et des munitions, c'en est fait de nous. » Les Britanniques étaient l'escadron C du 17th Lancers. Quand l'avant garde de Smuts attaqua une patrouille de lanciers, ceux-ci hésitèrent à ouvrir le feu car de nombreux Boers portaient les uniformes britanniques de soldats qu'ils avaient capturé. Les Boers ouvrirent directement le feu et attaquèrent de front alors que Smut attaqua l'arrière des troupes britanniques avec le reste de ses hommes.
Alors que les Boers étaient désormais des combattants aguerris, les Britanniques faisaient figure de « relativement amateurs », surpris par les tenues britanniques kaki de leurs adversaires, le combat fut un massacre à sens unique. Les six officiers britanniques furent touchés, et quatre moururent. Seuls le capitaine Sandeman et Lord Vivian survécurent. Les 17th Lancers subirent 20 morts et 41 blessés. Un Boer rapporta, « Nous avions tous des chevaux frais, de nombreux fusils, des vêtements, des selles, des bottes et plus de munitions que nous ne pouvions emporter, ainsi que des vivres pour chaque homme. » Les Boers détruisirent le canon de campagne qu'ils avaient capturé.

## Après la bataille
Smuts et son kommando pouvaient désormais poursuivre pendant plusieurs mois leur raid dans la Colonie du Cap. Cependant, les actions des 250 Boers ne pouvaient cependant infléchir le cours de la guerre, car à cette époque, la majorité des Boers de la Colonie du Cap pensait la guerre perdue pour les deux républiques. De plus, alors que les Boers capturés dans les républiques étaient traités comme des prisonniers de guerre, ceux de la Colonie du Cap étaient considérés comme des rebelles et exécutés par les Britanniques. Par ailleurs, les Britanniques ne pratiquaient pas la politique d'incendie des fermes comme dans les républiques.